# Hans Nansen
Hans Nansen (Flensburg, 28 de novembro de 1598 - 12 de novembro de 1667) foi um estadista dinamarquês.

## Biografia
Filho de um burguês , Evert Nansen, nasceu em Flensburg. Ele fez várias viagens ao Mar Branco e a lugares no norte da Rússia e, em 1621, entrou ao serviço da próspera Companhia Dinamarquesa da Islândia. Por muitos anos, todo o comércio da Islândia, que ele visitava com frequência, passou por suas mãos, e ele logo se tornou igualmente conhecido em Glückstadt, o centro do comércio da Islândia, e em Copenhague.
Em fevereiro de 1644, por desejo expresso do rei Christian IV da Dinamarca, os burgueses de Copenhague o elegeram burgomestre. Durante suas viagens ao norte, ele aprendera russo e era contratado como intérprete na corte sempre que as embaixadas moscovitas visitavam Copenhague. Suas viagens haviam gerado nele o amor pela geografia, e ele publicou em 1633 um Kosmografi, previamente revisado pelo astrônomo Christen Sørensen Longomontanus.
Durante o cerco de Copenhague pelos suecos em 1658, Nansen tornou-se proeminente. Na reunião entre o rei e os cidadãos para providenciar a defesa da capital, ele insistiu na necessidade de uma defesa obstinada. Foi ele quem obteve privilégios para os burgueses de Copenhague que os colocaram em pé de igualdade com a nobreza; e ele era a vida e a alma da guarnição até a chegada da frota holandesa praticamente salvou a cidade. Esses dezoito meses de crise estabeleceram sua influência na capital de uma vez por todas e, ao mesmo tempo, uniram-no estreitamente a Frederico III , que reconheceu em Nansen um homem segundo seu próprio coração e fez do grande burgomestre seu principal instrumento na realização do anti-revolução aristocrática de 1660. Nansen usou todas as artes do agitador com extraordinária energia e sucesso.
Sua maior façanha foi o discurso apaixonado com que, em 8 de outubro, induziu os burgueses a aceitarem a proposta da magistratura de Copenhague de oferecer a Frederico III o reino da Dinamarca como reino puramente hereditário. Até que ponto Nansen estava satisfeito com o resultado da Revolução - monarquia absoluta - é impossível dizer. Parece certo que, no início, ele não queria o absolutismo. Se ele posteriormente considerou a vitória da monarquia e seu corolário, a admissão das classes médias a todos os cargos e dignidades, como um equivalente satisfatório para suas demandas originais; ou se ele foi dominado pelo favor real a ponto de sacrificar alegremente as liberdades políticas de seu país, é questão para conjecturas.
Após a Revolução, Nansen continuou em alta honra, mas ocupou-se principalmente com o comércio e menos com a política.

## Referencias
1. 1 2 3  "Nansen, Hans". Encyclopædia Britannica. 19 (11ª ed.). Cambridge University Press. pp. 163–164.